# 박효관
박효관(朴孝寬, 1803년 ~ 몰년 미상)은 조선 말기의 가곡 명창이다. 자는 경화(景華), 호는 운애(雲崖)이다.
수백년 전통을 갖는 가곡을 이어받아 후세에 전한 공이 크며, 특히 1876년(고종 13년) 제자 안민영과 그때까지 전하는 많은 가곡의 사설과 이론을 정리 집성한 《가곡원류》를 편찬한 것은 음악과 문학에의 큰 공헌이다.
흥선대원군의 총애를 받고, 운애라는 칭호를 받았다. 당시의 풍류객들이 모인 승평계(昇平契)의 중심 인물이었다. 시조 13수가 《가곡원류》에 전한다.
그의 가곡창은 하준권(河俊權), 하규일을 거쳐 오늘날 전해지고 있다.